# San Francisco (Morelos)
San Francisco es una localidad del estado mexicano de Morelos. Es parte del municipio de Atlatlahucan.

## Toponimia
El nombre «San Francisco» hace referencia al santo patrono de la localidad: Francisco de Asís.

## Demografía
| Gráfica de evolución demográfica |
|                                  |

| Censo | Población |
| ----- | --------- |
| 1980  | 172       |
| 1990  | 205       |
| 2000  | 326       |
| 2010  | 1004      |
| 2020  | 1537      |